# 퀸투스 호르텐시우스
퀸투스 호르텐시우스(Quintus Hortensius)는 고대 로마의 정치가이다. 기원전 286년 귀족과 평민과의 싸움을 조정하기 위하여 독재관으로 뽑혔다. 그는 평민회가 결정한 일은 원로원의 승인을 거치지 않더라도 효력을 갖는다는 호르텐시우스 법(Lex Hortensia)을 만들었다. 이로써 귀족과 평민간의 계급 투쟁에 일단 종지부를 찍게 되었다.